# 무라마쓰 도모코
무라마쓰 도모코(일본어: 村松 智子, 1994년 10월 23일 ~ )는 일본의 여자 축구 선수이다.

## 국가대표팀 경력
2010년 FIFA U-17 여자 월드컵에 출전, 준우승에 기여했다.
그녀는 2015년 EAFF 여자 동아시안컵에 참가할 일본 국가대표팀에 발탁되었으며, 8월 4일 대한민국와의 경기에서 데뷔했다. 그녀는 2016년까지 국제 A매치 통산 4경기에 출전했다.

## 통계
| 일본 | 일본 | 일본 |
| 연도 | 출전 | 득점 |
| ---- | ---- | ---- |
| 2015 | 2    | 0    |
| 2016 | 2    | 0    |
| 통산 | 4    | 0    |